# Cachemira (región)
Cachemira es una región ubicada en la zona norte del subcontinente indio. Históricamente, se ha denominado Cachemira al valle de Cachemira ubicado al sur de la parte más occidental de la cordillera de los Himalayas, junto a las zonas aledañas que han formado parte de su proceso histórico.
Cachemira es una zona en disputa, con una población de aproximadamente trece millones de personas. Cuando India se independizó del Reino Unido en 1947, sus territorios de población mayoritariamente musulmana se segregaron a su vez para constituir el Estado de Pakistán. La excepción fue el principado de Cachemira (76 % musulmanes, 20.5 % hindúes, 1.4 % sijs y 1.4 % budistas, concentrados en el distrito de Leh): para afrontar una rebelión interna, su maharajá Hari Singh (hindú) pidió ayuda a India, que accedió a ello a condición de que el territorio pasase a formar parte de su jurisdicción en octubre.
El valle de Cachemira es relativamente bajo y muy fértil, rodeado por gran número de montañas. Está considerada como una zona de significativa belleza natural. La región se encuentra actualmente dividida entre India, Pakistán y China, siendo uno de los focos de disputas internacionales más importante de la actualidad. 
Pakistán controla la región noroccidental (Territorios del Norte y Azad Cachemira). India controla los sectores central y meridional de la región (Territorio de Jammu y Cachemira, Ladakh y desde 1984 el glaciar de Siachen), mientras que China ha ocupado la región nororiental (Aksai Chin y el Valle Shaksgam). Dentro de Cachemira, hay sectores que apoyan su independencia.

## Etimología

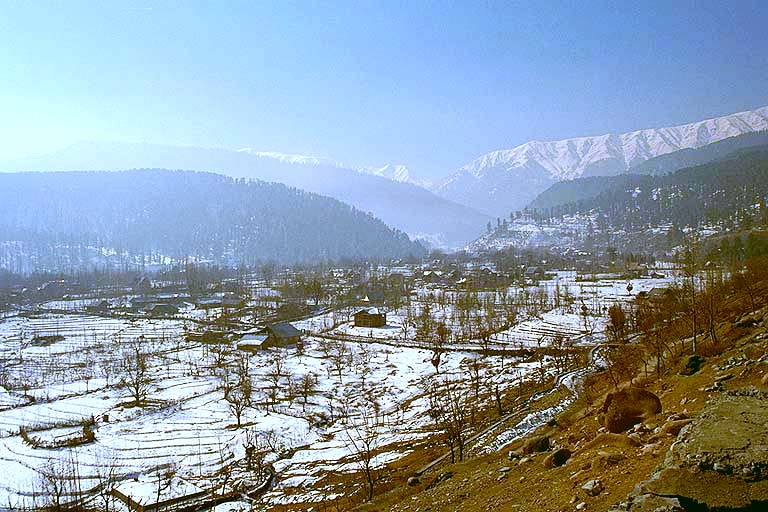
Valle de Cachemira.

El Nilamata Purana describe el origen del Valle de las aguas, hecho corroborado por destacados geólogos, y muestra cómo el nombre mismo de la tierra se derivó del proceso de desecación. Ka significa «agua» y Shimir significa «desecar». Por lo tanto, Cachemira significa «una tierra desecada del agua». Otra teoría toma Kashmir por una contracción de Kashyap-mira o Kashyapmir o Kashyapmeru, el «mar o la montaña de Kashyapa», el sabio que habría drenado las aguas del lago primordial Satisar, que se encontraba Cachemira antes de ser desecado.
El Nilamata Purana da el nombre Kashmira al Valle de Cachemira, incluyendo el Lago Wular Mira que significa el lago del mar o la montaña del Sabio Kashyapa. «Mira» en sánscrito significa océano o frontera, considerando que es una encarnación de Uma y es la Cachemira actual. Los Cachemires, sin embargo, lo llaman «Kashir», de donde deriva Cachemira en castellano.
Los griegos antiguos lo llamaron «Kashyapa-pura», que ha sido identificado con Kaspapyros de Hecateo de Mileto (apud Stephanus de Bizancio) y Kaspatyros de Heródoto (3.102, 4.44). También se cree que Cachemira es el país designado por Ptolomeo como «Kaspeiria».
Una tribu de origen semítico, llamada Kash, que significa corte profundo en su dialecto nativo, se cree que fundó las ciudades de Kashan y Kashgar. Tierra y gente eran conocida como «Kashir» de la cual derivó «Cachemira». Fue llamado «Kaspeiria» por los antiguos griegos. En la literatura clásica Heródoto lo llama «Kaspatyrol». Un monje chino que visitó Cachemira en 631 la llamó  «Kia-shi-mi-lo». Los tibetanos lo llamaron Khachal, que significa «nieve, montaña». 
Es y ha sido una tierra del río, de un lago y de una flor silvestre. El río Jhelum se extiende por todo el valle.

## Demografía
| Reclamado por                 | Área               | Población      | % Musulmán | % Hindú | % Budista | % Sijs | % Cristianos |
| ----------------------------- | ------------------ | -------------- | ---------- | ------- | --------- | ------ | ------------ |
| Pakistán                      | Gilgit-Baltistán   | ~ 1 millones   | 99 %       | –       | –         |        | –            |
| Pakistán                      | Azad Cachemira     | ~ 2.6 millones | 99 %       | –       | –         |        | –            |
| India                         | Jammu              | ~ 3 millones   | 33.5 %     | 63.9 %  | –         | 2 %    | 0.3 %        |
| India                         | Ladaj              | ~250 000       | 46.41 %    | 12.11 % | 39.65 %   | 0.83 % | 0.46 %       |
| India                         | Valle de Cachemira | ~ 4 millones   | 96.41 %    | 2.45 %  | –         | 0.81 % | 0.17 %       |
| China                         | Aksai Chin         | –              | –          | –       | –         |        | –            |
| China                         | Valle Shaksgam     | -              | -          | -       | -         |        | -            |
| Estadísticas de BBC In Depth. |                    |                |            |         |           |        |              |